# بونیویل
بونیویل (به انگلیسی: Bonnyville) یک منطقهٔ مسکونی در کانادا است که در آلبرتا واقع شده‌است. بونیویل ۵٬۹۷۵ نفر جمعیت دارد و ۵۶۴ متر بالاتر از سطح دریا واقع شده‌است.